# Poletne olimpijske igre 2028
Poletne olimpijske igre 2028 (XXXIV. olimpijada moderne dobe) bodo predvidoma potekale v Los Angelesu v Kaliforniji od 21. julija do 6. avgusta 2028. To bodo prve olimpijske igre od poletnih OI v Atlanti leta 1996 in zimskih OI v Salt Lake Cityju leta 2002. Tako bodo to tretje olimpijske igre, ki jih bo gostil Los Angeles, kar mesto priključuje Londonu in Parizu, ki sta že trikrat gostila olimpijske igre. OI 2028 bodo tudi 5. letne olimpijske igre, ki bodo potekale na ozemlju Združenih držav Amerike.
Los Angeles je bil za gostitelja izbran sredi leta 2017, ko je IOC tudi nakazal 1,8 milijarde $ pomoči mestu gostitelju.